# Ardistan a Džinistan
Ardistan a Džinistan (Ardistan und Dschinnistan) je román německého spisovatele Karla Maye, který je po románu V Říši stříbrného lva (na který bezprostředně dějově navazuje) mnohými odborníky považován za druhé umělecky nejvýznamnější autorovo dílo.

## Německá vydání
Román nejprve vycházel na pokračování v katolickém týdeníku Deutscher Hausschatz z Řezna, první díl v letech 1907–1908 a druhý 1908–1909. První knižní vydání pochází z roku 1909, kdy román vyšel ve dvou dílech jako třicátý první a třicátý druhý svazek Mayových spisů v nakladatelství Friedrich Ernst Fehsenfeld ve Freiburgu. Pod stejnými pořadovými čísly vydává román ve dvou dílech i nakladatelství Karl-May-Verlag v rámci Sebraných spisů Karla Maye. Díly jsou však opatřeny podtituly:
- Ardistan,
- Der Mir von Dschinnistan (Mir z Džinistanu).

## Děj
Román se odehrává ve fiktivních orientálních zemích Sitaře, Ardistanu a Džinistanu, jejichž jména Karel May znal z vyprávění své babičky, jak o tom napsal ve své autobiografické knize Můj život a mé cíle (Ardistan je bažinatá nížina, země nízkých a egoistických forem bytí, zatímco Džinistan je země slunečných hor, humanity a lásky k bližnímu) a bezprostředně dějově navazuje na autorův román V Říši stříbrného lva. V Sitaře vládne tajemná kurdská princezna a přítelkyně Kara ben Nemsího Marah Durimeh. Ta Karu ben Nemsího požádá, aby se svým přítelem Hadží Halefem Omarem vykonal v oblasti Ardistanu a Džinistánu jisté diplomatické poslání, které pomůže ukončit počínající válečný konflikt. Román se pak stává podobenstvím cesty od nízkého smyslového člověka k člověku ušlechtilému. Touto cestou projde v knize vládce Ardistanu, krutý tyran, který se postupně pod vlivem Kara ben Nemsího a dalších podivuhodných událostí (např. džemma mrtvých) stane vlídným vládcem. Zvítězí nad krutými vzbouřenci v bitvě na Alláhově hoře, uzavře mír s vládcem Džinistánu a je mu odhaleno tajemství pro Ardistan životodárného vodního zdroje, který je opět uveden v činnost.

## Česká vydání
První české vydání pochází roku 1923, kdy román vyšel ve dvou dílech v překladu Jaroslava Rudloffa a s ilustracemi Josefa Ulricha v pražském nakladatelství Josef Šeba.
Podruhé román vyšel roku 1938 v nakladatelství Toužimský a Moravec v tzv. Malé řadě románů Karla Maye. Román však nevyšel samostatně, ale jako součást osmidílného cyklu V Říši stříbrného lva, společně se stejnojmenným románem. V tomto cyklu zabírá zhruba polovinu šestého dílu Růže ze Širázu a sedmý a osmý díl s názvy V bažinách Ardistanu a Na hoře Alláhově.
Další české vydání mohlo vyjít až po padesáti pěti letech, roku 1992, protože komunistickým cenzorům se nemohl líbit náboženský náboj díla a jeho mystika. V tomto roce jej opět společně s románem V Říši stříbrného lva a v členění dle nakladatelství Toužimský a Moravec vydalo plzeňské nakladatelství Laser (stejným způsobem vyšel román i roku 2000 v nakladatelství Levné knihy KMa, Praha). Druhé samostatné vydání pochází pak z let 1998–1999, kdy román vydalo ve třech svazcích v rámci jeho projektu Souborné dílo Karla Maye brněnském nakladatelství Návrat (překlad Vladimír Šunda, ilustrace Josef Pospíchal).